# محلة باب البيض الغربي
محلة باب البيض الغربي من أحياء مدينة الموصل القديمة في العراق. يقع إلى الجنوب من محلة المحموديين. ويطلق عليها أيضا اسم محلة باب البيض الفوقاني تمييزًا له عن محلة باب البيض التحتاني.

## أصل التسمية
سميت المحلة نسبة إلى باب البيض وهو أحد أبواب المدينة القديمة في الموصل، التي جددت إبّان العهد العثماني في القرن 11هـ/17م ويؤدي إلى غرب المدينة. وسبب تسميته بباب البيض يعود إلى أنه كان بظاهره سوق يقام صباح كل يوم ويبيع فيه الفلاحون البيض وغيرها من منتجات الحيوانات والزرع.